# Brittani Kline
Brittani Kline es una modelo estadounidense, principalmente conocida por ser la ganadora del decimosexto ciclo de America's Next Top Model.

## Biografía
Brittani Rose Kline nació el 19 de mayo de 1991 en Beech Creek, Pensilvania y se encuentra residiendo actualmente en Howard, Pensilvania. Según se conoce, planea mudarse a Nueva York junto a la concursante Ann, pero por el momento trabaja en Nueva York junto a Molly O'Connell.
Fue parte del elenco del Ciclo 16 de America's Next Top Model, un reality show de The CW Network.

## America's Next Top Model
En 2011, Kline apareció en el Ciclo 16 de America's Next Top Model, el reality show de The CW Network, en donde compitió junto a otras trece aspirantes a modelo. Ella venció a Molly O'Conell durante el final, consagrándose la ganadora.
En los primeros tres episodios, sus fotos impresionaron a los jueces obteniendo el segundo puesto (Episodios 1 y 2) a mejor foto y el tercero en el Episodio 3.
En el Episodio 4, los jueces se decepcionaron por su desempeño durante un comercial para el Café Roast Fierce. Nuevamente en los episodios 5 y 6, sus fotos convencieron a los jueces convirtiénsode en el segundo puesto en el Episodio 5 y el primero en el Episodio 6, al ser las más llamativa en el grupo de las morochas. En el Episodio 7, fue parte de uno de los paneles más dramáticos en la historia de Top Model, y conformó el bottom two junto a la participante Mikaela Schipani. El drama fue causado por su fuerte discusión ante otra concursante, Alexandria Everett, en la cual Kline llama a Everett falsa', frente al cliente y frente al panel de jueces comenta que Nigel realiza una mala elección al elegir a Everett como ganadora del desafío. Luego de este momento, la decisión de los jueces se ve dividida, y Tyra Banks es la única que piensa que Brittani debe ser eliminada. En los siguientes episodios (particularmente en el Episodio 8), le pide perdón a Banks, y las disculpas son aceptadas. En los Episodios 10 y 11, sus fotos nuevamente convencen a los jueces, obteniendo el segundo puesto, y sumando un total de cinco veces durante toda la competencia. En el Episodio 12, forma parte del bottom two junto a la concursante Hannah Jones, pero es salvada por los jueces.
En el episodio final, junto a la concursante Molly O'Connell, filman su comercial para CoverGirl, así como también realizan la sesión fotográfica para dicha empresa de cosméticos. Son fotografiadas además, para su editorial en la revista Beauty in Vogue. Luego se encuentran con Ivan Bart, el presidente de IMG Models. En el desfile final, Kline camina junto a Molly O'Conell y sufre de una caída al resbalarse con pétalos de rosa, y estrellándose contra una pared, pero los jueces la felicitan por seguir desfilando con una sonrisa pese al dolor. Durante el último panel de jueces, junto a O'Connell reciben nuevos cambios de apariencia, y su cabello puede verse notablemente más corto. Su desfile fue bueno, pero Banks opina no haberle gustado el momento de posar junto a O'Connell. Su comercial para CoverGirl fue aclamado, al igual que la fotografía. Luego de la deliberación de los jueces, las críticas se encontraban a favor de Kline. Banks finalmente la anuncia como la ganadora del Ciclo, dejando a O'Conell como la primera finalista. Ganó un contrato por 100 000 dólares con CoverGirl Cosmetics, un contrato con IMG Models, la portada de Beauty In Vogue y editoriales de moda en Vogue Italia y Beauty In Vogue

## Después del show
Kline viajó a París en junio de 2011 para fotografiar su editorial en Vogue Italia, mientras que los planes de mudarse a Nueva York junto a la concursante y primer finalista, Molly O'Connell, siguen en pie.
Según actualizaciones de su página de Facebook, Kline ha dejado el modelaje para concentrarse en su carrera universitaria; "...nobody wants to know how I actually feel about it. thanks for the support, but I no longer model and focus more on my health and education." "...Nadie quiere saber como me siento sobre eso. Gracias por el apoyo, pero ya no modelo, y me concentro más en mi salud y educación."
Aun así se sabe que ella sigue modelando pero solamente en su ciudad natal, ya que sufre problemas de salud como ansiedad y un deterioro físico que es sumamente notable por lo que tuvo que dejar el cigarro. Hoy en día tiene una vida tranquila y sigue modelando, aunque ya no para Img, sino para Paragon Models México junto con Mikaela Schipani, quien fue compañera de Brittani en el programa de televisión, Rhianna Atwood de la temporada 15 y Ann Ward ganadora de la temporada 15.[21].